# Віллабате
Віллабате (італ. Villabate, сиц. Villabbati) — муніципалітет в Італії, у регіоні Сицилія,  метрополійне місто Палермо.
Віллабате розташоване на відстані близько 440 км на південь від Рима, 9 км на південний схід від Палермо.
Населення — 20 290 осіб (2014).
Щорічний фестиваль відбувається 19 березня. Покровитель — San Giuseppe.

## Демографія
Населення за роками:

Станом на 1 січня 2023 року в муніципалітеті офіційно проживали 403 іноземці з 29 країн, серед них 60 громадян країн Євросоюзу та 2 громадяни України.

## Сусідні муніципалітети
- Фікарацці
- Мізільмері
- Палермо